# Tambour de ville
Pour les articles homonymes, voir Tambour.
Un tambour de ville était une sorte de crieur public qui faisait des annonces en jouant du tambour.

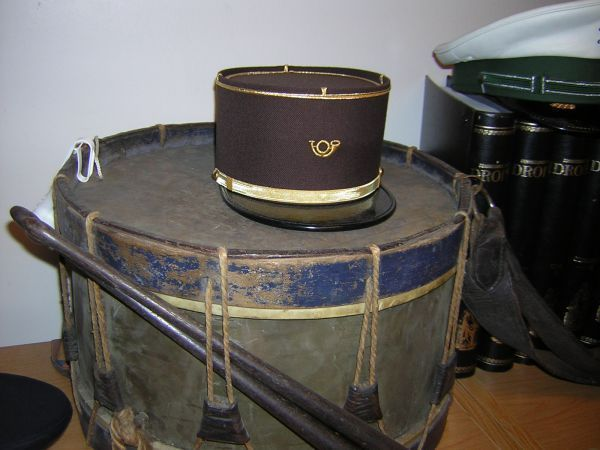
Attributs du tambour de ville

Autrefois, le garde champêtre, l'appariteur ou un agent communal faisait office de tambour de ville.
La fonction consistait à donner à la population l'information municipale en se déplaçant dans la commune et en s'arrêtant à certains endroits. Sa présence était signalée par un appel sonore (tambour, clairon, trompette…). Les habitants sortaient et se rassemblaient pour l'écouter.